# 코미야마 하루카
코미야마 하루카(일본어: 込山 榛香, 1998년 9월 12일 ~ )는 일본의 아이돌이며, 여성 아이돌 그룹 전 AKB48 멤버이자 전 무시카고 리더이자 전 7초 후, 네가 좋아져 멤버이다.
지바현 출신. 딥 스킬 소속.

## 내력
2013년
- 1월 19일, 《AKB48 제12회 연구생 (13기생) 오디션》의 최종 심사에 합격.

2014년
- 2월 24일, Zepp DiverCity에서 행해진 《AKB48 그룹 대조각 축제 ~시대는 변한다. 하지만, 우리는 앞 밖에 보지 않아!~》에서, 팀4로 승격하는 것이 발표되었다[1].
- 4월 18일, 《NHK 고교 강좌 일본사》의 다카하시 히데키가 관장을 지내 〈다카하시 역사 여학관〉에 〈역사 아이돌〉을 목표로 학생 역으로 고정 출연을 시작했다.
- 4월 24일, 《AKB48 팀4 3rd Stage 〈아이돌의 새벽〉》의 첫날 공연에서 AKB48 팀4의 정규 멤버로서 첫 스테이지에 올랐다.

2015년
- 10월 25일, 파생 유닛 《무시카고(虫かご)》의 멤버로 뽑혔다.

2016년
- 5월 31일부터 6월 18일에 걸쳐 실시된 《AKB48 45th 싱글 선발 총선거》에서는 21위로, 언더 걸즈에 선출되었다[2].
- 10월 10일에 개최된 《AKB48 그룹 유닛 싱글 쟁탈 가위 바위보 대회 in 고베 월드 기념 홀》에서 3위로, 유닛 선발 진입했다.
- 11월 16일의 발매의 AKB48 46th 싱글 「ハイテンション」에 첫 선발 멤버로 들어가게 된다.

2025년
- 2월 28일, AKB48 극장에서 행해진 졸업 공연을 기해 AKB48를 졸업.